# Campionati europei di ciclismo su strada 2021 - Gara in linea femminile Under-23
La gara in linea femminile Under-23 dei Campionati europei di ciclismo su strada 2021, ventisettesima edizione della prova, si disputò il 10 settembre 2021 su un circuito di 13,47 km da ripetere 6 volte, per un percorso totale di 80,8 km, con partenza ed arrivo a Trento, in Italia. La vittoria fu appannaggio dell'italiana Silvia Zanardi, che terminò la gara in 2h11'15" alla media di 36,937 km/h, precedendo l'ungherese Kata Blanka Vas e la francese Evita Muzic.
Accreditate alla partenza 87 cicliste, delle quali 86 presero il via e 31 completarono la gara.

## Squadre e corridori partecipanti
| N.    | Cod. | Squadra     |
| ----- | ---- | ----------- |
| 1-6   | NED  | Paesi Bassi |
| 7-8   | DNK  | Danimarca   |
| 9-14  | FRA  | Francia     |
| 15-20 | ITA  | Italia      |
| 21-25 | RUS  | Russia      |
| 26-28 | HUN  | Ungheria    |
| 29-34 | ESP  | Spagna      |
| 35-40 | POL  | Polonia     |
| 41-44 | UKR  | Ucraina     |
| 45-47 | SVK  | Slovacchia  |
| 48-52 | DEU  | Germania    |
| 53-56 | BEL  | Belgio      |
| 57-61 | SUI  | Svizzera    |

| N.    | Cod. | Squadra     |
| ----- | ---- | ----------- |
| 62    | POR  | Portogallo  |
| 63    | LTU  | Lituania    |
| 64-66 | SWE  | Svezia      |
| 67    | AZE  | Azerbaijan  |
| 68    | LUX  | Lussemburgo |
| 69-70 | BLR  | Bielorussia |
| 71-74 | AUT  | Austria     |
| 75    | ISL  | Islanda     |
| 76-78 | IRE  | Irlanda     |
| 79-84 | NOR  | Norvegia    |
| 85    | ROM  | Romania     |
| 86-87 | SLO  | Slovenia    |

## Ordine d'arrivo (Top 10)
| Pos. | Corridore           | Squadra     | Tempo    |
| ---- | ------------------- | ----------- | -------- |
| 1    | Silvia Zanardi      | Italia      | 2h11'15" |
| 2    | Kata Blanka Vas     | Ungheria    | a 2"     |
| 3    | Evita Muzic         | Francia     | s.t.     |
| 4    | Laura Stigger       | Austria     | a 29"    |
| 5    | Gaia Realini        | Italia      | a 31"    |
| 6    | Shirin van Anrooij  | Paesi Bassi | a 35"    |
| 7    | Franziska Koch      | Germania    | s.t.     |
| 8    | Shari Bossuyt       | Belgio      | a 36"    |
| 9    | Camilla Alessio     | Italia      | s.t.     |
| 10   | Ricarda Bauernfeind | Germania    | s.t.     |